# Монастир Моцамета
Монастир Моцамета (груз. მოწამეთა — «обитель мучеників») — середньовічний  грузинський православний монастир в регіоні Імереті, 6 км на північний схід від Кутаїсі.

## Відео
- Храм Баграта, Гелати и Моцамета. Программа «Грузия с Олегом Панфиловым», Первый кавказский канал, 6 мая 2010 //  YouTube.com  [Архівовано 24 січня 2015 у Wayback Machine.]

| Прапор Грузії | Це незавершена стаття про Грузію. Ви можете допомогти проєкту, виправивши або дописавши її. |